# Torrione di Baganzola
Il torrione di Baganzola, noto anche come Torrione Valeri, è una torre tardo-medievale che sorge in via Santi 3 a Baganzola, frazione di Parma.

## Storia
L'originario castello, a presidio del territorio baganzolese, fu edificato nel 1314 da Bonifacio Aldighieri, che ne ricevette l'approvazione da parte di Giberto III da Correggio, signore di Parma; alla spesa avrebbero dovuto contribuire tutti i vassalli che vivevano nella zona compresa tra il fiume Taro e il canale Naviglio, fino al confine con Colorno. A tale imposizione si ribellò l'anno seguente Matteo da Correggio, nipote di Giberto; dopo aver costruito un castello nel suo feudo di San Quirico, con l'aiuto di Gianquirico Sanvitale, di Luchino Visconti, dei borghigiani e di numerosi ghibellini milanesi, bergamaschi, lodigiani, piacentini, mantovani, cremonesi e veronesi, mosse contro Paolo Aldighieri, nel frattempo insediatosi nel maniero; gli insorti assaltarono il forte, espugnandolo e distruggendolo; depredarono inoltre alcuni borghi, tra cui Baganzola, Vicomero, Castelnovo, San Siro, e conquistarono la Rocca dei Rossi di San Secondo. In risposta i guelfi contrattaccarono costringendo alla resa Matteo da Correggio, che aveva nel frattempo perso l'appoggio del Sanvitale; i prigionieri furono liberati e furono loro restituite le rispettive terre.
Paolo Aldighieri ricostruì in seguito il castello, ma nel 1325 le truppe di Azzone Visconti, alleate dei Pallavicino, attaccarono il Parmense, saccheggiando i borghi di Vicofertile, Vigolante, Madregolo, Bianconese, Fontevivo, Fraore, Vicomero, Pietrabaldana, Viarolo, Collecchio, San Martino Sinzano, Felino, Medesano e Borgo San Donnino; anche il maniero baganzolese fu assaltato e completamente distrutto.
Nel 1435 il duca di Milano Filippo Maria Visconti assegnò Baganzola ad Andrea Valeri, già feudatario di Beneceto, il quale avviò i lavori di costruzione del torrione, forse sul luogo dell'antico castello; l'edificio fu completato nel 1438.
I conti Valeri mantennero il possesso di Baganzola e dei territori adiacenti fino al 1805, quando i decreti napoleonici abolirono i diritti feudali.
In seguito il torrione ebbe vari utilizzi; all'epoca in cui Baganzola fu sede comunale di Golese, l'edificio fu profondamente ristrutturato negli interni e trasformato in sede dei carabinieri. Successivamente la torre, acquistata da privati, fu modificata e adibita ad abitazione.

## Descrizione

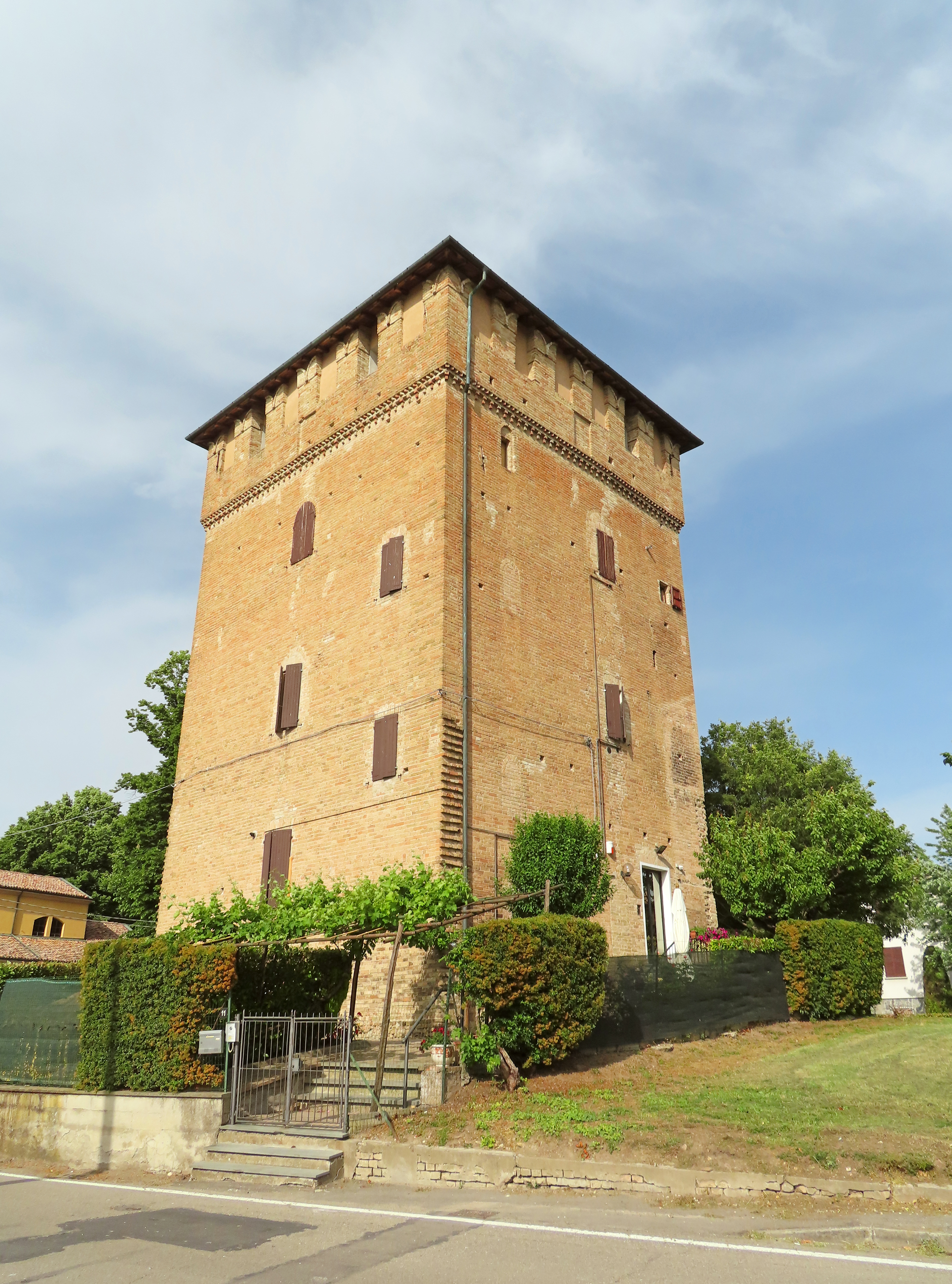
Lati sud e ovest

Il massiccio torrione si imposta su una pianta quadrata.
I prospetti, interamente rivestiti in laterizio, sono caratterizzati dalla presenza di finestre su tre livelli, sopra le quali si sviluppa lungo il perimetro una cornice a dentelli in mattoni. Più in alto, i merli ghibellini di coronamento sono coperti dal tetto.
L'edificio non conserva internamente alcuna traccia della famiglia Valeri.